# L'incantatore
L'incantatore è una novella di Vladimir Nabokov, pubblicata per la prima volta in russo a Parigi nel 1939. La traduzione inglese (The Enchanter, 1986) e quella italiana sono entrambi del figlio Dmitri. Dimenticata e creduta persa, la novella è stata incubazione del romanzo Lolita, anche qui infatti il protagonista vuole sposare una donna al solo scopo di stare vicino alla giovane figlia di lei, di cui è innamorato.

## Edizioni italiane
- L'incantatore, traduzione di Dmitri Nabokov, Parma, Guanda, 1987, ISBN 88-7746-249-3.
- L'incantatore, nuova ed. ritradotta, coll. "Biblioteca Adelphi", n. 576, Milano, Adelphi, 2011, ISBN 978-88-459-2612-9.